# 共立信用組合
共立信用組合（きょうりつしんようくみあい）は、東京都大田区に本店を置く信用組合。大田区内に本店を置く唯一の金融機関である。通称きょうしん。

## 沿革
- 1978年（昭和53年）4月 - 京浜信用組合と明和信用組合の対等合併により設立
- 2002年（平成14年）
  - 4月 - 大栄信用組合の事業譲受
  - 6月 - 東京富士信用組合の事業譲受
- 2018年7月 - 蒲田支店開店。